# Caenides
Caenides là một chi bướm ngày thuộc họ Bướm nâu.